# Douglas Massey
Douglas Steven Massey (né en 1952 à Olympia, Washington aux États-Unis) est un sociologue américain dont les travaux portent principalement sur la ségrégation résidentielle et la sociologie des migrations. Il est actuellement professeur de sociologie à la Woodrow Wilson School of Public and International Affairs (en) de l'université de Princeton et a anciennement été professeur à l'université de Chicago et de Pennsylvanie. Il est président de l'Association américaine de sociologie en 2001.

## Œuvres
- (en) 1987 : Return to Aztlan: The Social Process of International Migration from Western Mexico (avec Rafael Alarcón, Jorge Durand, Humberto González), University of California, 354 p.
- (en) 1993 : American Apartheid: Segregation and the Making of the Underclass (avec Nancy A. Denton), Harvard, 304 p.  (ISBN 0-674-01820-6)
- (en) 1998 : Worlds in Motion: International Migration at the End of the Millennium (avec Joaquín Arango, Graeme Hugo, Ali Kouaouci, Adela Pellegrino et J. Edward Taylor), Oxford; 362 p.
- (en) 2001 : Problem of the Century: Racial Stratification in the United States at Century's End (avec Elijah Anderson), Russell Sage, 470 p.  (ISBN 0-87154-054-1)
- (en) 2001 : Beyond Smoke and Mirrors: U.S. Immigration Policy in the Age of Globalization (avec Jorge Durand et Nolan Malone), Russell Sage, 216 p.  (ISBN 0-87154-590-X)
- (en) 2001 : The Source of the River: The Origins, Aspirations, and Values of Freshmen at America's Elite Colleges and Universities (avec Camille Charles, Garvey Lundy et Mary J. Fischer), Princeton, 304 p.  (ISBN 0-691-11326-2)
- (en) 2004 : Crossing the border: Research from the Mexican Migration Project (avec Jorge Durand), Russell Sage, 345 p.  (ISBN 0-87154-288-9)
- (en) 2005 : Strangers in a Strange Land: Humans in an Urbanizing World, W.W. Norton, 352 p.
- (en) 2005 : Return of the "L" Word: A Liberal Vision for the New Century, Princeton, 232 p.  (ISBN 0-691-12303-9)
- (en) 2007 : New Faces in New Places: The New Geography of American Immigration, Russell Sage, 370 p.  (ISBN 0-87154-586-1)
- (en) 2007 : Categorically Unequal: The American Stratification System, Russell Sage, 340 p.  (ISBN 0-87154-584-5)